# Sergey Lavrov
Sergey Viktorovich Lavrov (em russo:  Серге́й Ви́кторович Лавро́в; Moscou, 21 de março de 1950) é um diplomata russo de ascendência arménia, e Ministro das Relações Exteriores da Rússia desde 2004. Antes, Lavrov foi embaixador do seu país nas Nações Unidas, de 1994 a 2004.

## Biografia
O pai de Lavrov, Victor, era um arménio de Tbilisi. Depois de terminar o ensino médio, Lavrov entrou para o Departamento de Assuntos Internacionais do Instituto de Estudos Asiáticos em Moscou na Academia de Ciências da Rússia. Em complemento a sua principal especialidade — o idioma cingalês — ele também estudou inglês e francês. Depois da graduação em 1972, ele se tornou um interino da embaixada soviética no Sri Lanka. Lavrov então fez uma típica amena carreira diplomática.
Entre 1976 e 1981 ele serviu ao Departamento para Organizações Internacionais do Ministério de Relações Exteriores Soviético. Entre 1981 e 1988, ele ocupou o cargo de primeiro-secretário, assessor e assessor sênior da missão diplomática soviética nas Nações Unidas. Entre 1988 e 1990, Lavrov foi o encarregado chefe do Departamento para Relações Econômicas Internacionais no Ministério Russo de Relações Exteriores. Entre 1990 e 1992, ele serviu como diretor do Departamento para Organizações Internacionais e Problemas Globais do Ministério de Relações Exteriores.
Em 1992, Lavrov foi nomeado assessor do antigo Ministro de Relações Exteriores, Andrei Kozyrev. Dois anos mais tarde ele saiu para uma posição em Nova York como enviado russo permanente junto das Nações Unidas. A passagem marcou um ponto de virada na sua carreira. Durante os seus longos anos na ONU, ele teve que tratar todos os assuntos internacionais chaves. Ele tomou partido nas discussões da ONU sobre os conflitos na extinta Iugoslavia, Iraque, Oriente Médio e Afeganistão, bem como das reuniões voltadas para a luta contra o terrorismo. Ele foi o primeiro apontado para substituir o ministro que saia, Andrei Kozyrev, em dezembro de 1995, mas todavia o Kremlin apontou Yevgeny Primakov. Em 1998 Primakov foi sucedido por Igor Ivanov.
Lavrov fala russo, inglês, francês e cingalês. Ele é casado e tem uma filha, Ekaterina, formado pela Universidade de Columbia (Nova York).

## Controvérsias
Após o início da Invasão da Ucrânia pela Rússia em 2022, o chanceler Sergey Lavrov passou a fazer diversas declarações polêmicas sobre o conflito. Em 25 de abril, alertou para o risco de uma guerra nuclear, devido à assistência fornecida à Ucrânia pela OTAN e especialmente pelos Estados Unidos. A 02 de maio, Lavrov afirmou que Adolf Hitler tinha sangue judeu, como forma de atacar o presidente ucraniano Volodymyr Zelensky. No dia seguinte, Lavrov acusou Israel de apoiar supostos grupos neonazistas na Ucrânia. Essas alegações revoltaram o governo israelense, e foi necessário que o presidente russo Vladimir Putin pedisse desculpas ao primeiro-ministro de Israel Naftali Bennett